# Lamya's Poem
Pour plus de détails, voir Fiche technique et Distribution.
Lamya's Poem est un film d'animation américano-canadien réalisé par Alex Kronemer et sorti en 2021.

## Fiche technique
- Titre original : Lamya's Poem
- Réalisation : Alex Kronemer
- Scénario : Alex Kronemer
- Photographie :
- Montage :
- Musique : Christopher Willis
- Animation : Brandon Lloyd
- Producteur : Sam Kadi et Glenn James Brown
  - Producteur délégué : Jawaad Abdul-Rahman et Michael Wolfe
  - Producteur associé : Jeremy Morrison
- Sociétés de production : Unity Productions Foundation et PIP Animation Services Inc.
- Sociétés de distribution : WestEnd Films
- Pays d'origine :  Canada et  États-Unis
- Langue originale : anglais
- Format : couleur
- Genre : Animation
- Durée : 89 minutes
- Dates de sortie :
  - France : 14 juin 2021 (Annecy)

## Distribution

### Voix originales
- Mena Massoud : Djalâl ad-Dîn Rûmî
- Millie Davis : Lamya
- Faran Tahir : Baha Walad
- Raoul Bhaneja (en) : M. Hamadani
- Aya Bryn Zakarya : la mère de Lamya
- Nissae Isen : Bassam